# Louis Dunoyer de Segonzac (compositeur)
Pour les articles homonymes, voir Dunoyer.
Ne doit pas être confondu avec le physicien Louis Dunoyer de Segonzac.
Louis Dunoyer de Segonzac, né à Tripoli (Libye) le 24 juillet 1959 d’un père français et d’une mère américaine, est un compositeur, hautboïste, arrangeur et chef d’orchestre français.
Ancien élève du Conservatoire national supérieur de musique de Paris où il a obtenu deux premiers prix (hautbois et musique de chambre), il débute dans le métier comme musicien d’orchestre (Concerts Colonne, Opéra Comique, etc.), tout en créant des œuvres de musique contemporaine pour hautbois. 

## Biographie
Au cours des décennies 1980 et 1990, il s’investit principalement dans un style de spectacle musical qui aborde de façon nouvelle le genre opérette et comédie musicale, alors en perte de vitesse en France. Il fonde ainsi en 1981 avec Maurice Jacquemont « Les Musicomédiens » puis, en 1985 avec Jean-Marie Lecoq, la « Compagnie Fracasse ». Pour ces compagnies, il compose une douzaine d’ouvrages dont il assure l’orchestration et la direction musicale.
Après deux adaptations d’ouvrages d’Offenbach (L’Île de Tulipatan et Il Signor Fagotto), il crée, en compagnie de Jean-Marie Lecoq pour les livrets, Le Roi Cerf (1984), Le Capitaine Fracasse (1986), Le Tour du monde en 80 jours  (1987), Christophe Colomb (1990) qui obtiendra le Molière 1991 du meilleur spectacle musical, Les Empires de la Lune (1993).
Les ouvrages suivants seront donnés sous chapiteau, accueillant près de 200 000 spectateurs chaque année. Après l’adaptation du Capitaine Fracasse et du Tour du monde en 80 jours, il crée Les Trois Mousquetaires (1995), La Belle et la Bête (2000) et Robin des Bois (2001). Le dernier ouvrage commun du tandem Dunoyer-Lecoq, Hypocondriac 1er, roi de Neurasthénie est créé à La Garde (Var) en 2007, point de départ d’une tournée en France et en Suisse.
Louis Dunoyer a collaboré avec le centre d’éveil artistique (CREA) d’Aulnay-sous-Bois,notamment avec la création du Médaillon brisé (1998) et du Pentathlon des Dieux (2003). Ces ouvrages sont donnés également dans les conservatoires ou écoles de Musique.
Plusieurs ouvrages du tandem Dunoyer-Lecoq font carrière hors de l’Hexagone. Le Capitaine Fracasse a été traduit en allemand et joué dans les pays germaniques. Christophe Colomb a été traduit en anglais et joué aux Bahamas et aux États-Unis, notamment au festival d’Aspen (Colorado).
Les Musicomédiens puis La Compagnie Fracasse ont exporté les ouvrages du tandem Dunoyer-Lecoq dans une trentaine de pays parmi lesquels l’Italie, l’Allemagne, la Suisse, la Belgique, Israël et une vingtaine de pays d’Afrique et de l’Océan Indien. Pour l’Université du Minnesota aux USA, Louis Dunoyer a composé deux comédies musicales : The Talking Bird (2004) et The Odyssey (2011).
À partir de 2008, il collabore avec plusieurs réalisateurs de télévision : Christian de Chalonge, Jean-Daniel Verhaeghe, Gérard Jourd’hui, Laurent Heynemann, Denis Malleval, Philippe Monnier, Jacques Santamaria, Philippe Bérenger, Olivier Schatzky, Claude Chabrol… On lui confie le choix et la direction musicale de musiques pour des téléfilms. Après Le Malade imaginaire et Le Bourgeois gentilhomme de Molière, George et Fanchette imaginant un épisode de la vie de George Sand, il est chargé de la musique de huit contes de la série ''Chez Maupassant '' et l’intégralité de ceux de la série les Contes et nouvelles du XIXe siècle, pour lesquels il fait uniquement appel aux compositeurs de l’époque, en utilisant exclusivement les instruments qui avaient alors cours. Il compose également la musique originale d’autres téléfilms, tels que La Grande Peinture (de Laurent Heynemann) ou Le Bœuf clandestin (de Gérard Jourd’hui).
Pour les Éditions Gallimard et Actes-Sud, il compose la musique d’une vingtaine de livres-disques : Tim&Tom, Microfictions, Exercices de style, Six contes de Grimm, Barbe-bleue et autres contes, Le Don, La Chemise d’une femme heureuse, Le Vieil homme et la perle…

## Distinctions
Louis Dunoyer de Segonzac :
- obtient le premier prix de hautbois au CNR de Versailles auprès de Gaston Longatte
- le premier prix de hautbois et le premier prix de musique de chambre du Conservatoire de Paris en 1982 ;
- obtient le prix Maurice Yvain en 1991, prix décerné par la Société des auteurs et compositeurs dramatiques chaque année à un compositeur de musique légère ou d’opérette ;
- est lauréat du concours « Pro Lyrica » en 1998 ;
- est boursier de l’association Beaumarchais en 2003.

## Œuvres

### Œuvres scéniques
Livrets et lyrics de Jean-Marie Lecoq, sauf indication contraire :
- 1984 - Le Roi Cerf (Paris, Potinière)
- 1986 - Le Capitaine Fracasse (Tarbes puis Paris, Renaissance)
- 1987 - Le Tour du monde en 80 jours (Chambéry, puis Paris, Déjazet, 1988)
- 1990 - Christophe Colomb (Enghien - les - Bains puis Paris, Déjazet)
- 1993 - Les Empires de la Lune (Amiens, puis Paris, Déjazet)
- 1995 - Les Trois mousquetaires (Nanterre)
- 1997 - Quichotte et Sancho (Amiens)
- 1998 - Le Médaillon brisé (Aulnay - sous - Bois)
- 1998 - Amphitryon (Meudon)
- 2000 - La Belle et la Bête (Saint - Denis)
- 2001 - Robin des Bois (La Courneuve)
- 2003 - Le Pentathlon des Dieux (texte de Colette Tomiche) (Aulnay - sous - Bois)
- 2004 - The Talking Bird (texte de Tom Isbell) (Duluth, Minnesota, USA)
- 2007 - Hypocondriac 1er, roi de Neutasthénie (La Garde)
- 2011 - The Odyssey (texte de Tom Isbell) (Duluth, Minnesota, USA)

### Téléfilms
- 2008 - Le Malade imaginaire (réalisateur : Christian de Chalonge)
- 2009 - Le Bourgeois gentilhomme (Christian de Chalonge)
- 2010 - Les Méchantes (Philippe Monnier)
- 2010 - George et Fanchette (Jean - Daniel Verhaeghe)
- 2012 - Les Affaires sont les affaires (Philippe Bérenger)
- 2013 - La Grande peinture (Laurent Heynemann)
- 2013 - Le Bœuf clandestin (Gérard Jourd'hui)

### Dans les collections "Contes et nouvelles duXIXesiècle" et "Chez Maupassant"
- 2008 - Le Petit vieux des Batignolles (Claude Chabrol)
- 2008 - Le Bonheur dans le crime (Denis Malleval)
- 2008 - La Cagnotte (Philippe Monnier)
- 2008 - La Maison du chat qui pelote (Jean - Daniel Verhaeghe)
- 2009 - Boubouroche (Laurent Heynemann)
- 2009 - Claude Gueux (Olivier Schatzky)
- 2009 - Les Trois messes basses (Jacques Santamaria)
- 2009 - Pour une nuit d'amour (Gérard Jourd'hui)
- 2010 - L'Affaire Blaireau (Jacques Santamaria)
- 2010 - Le Fauteuil hanté (Claude Chabrol)
- 2010 - L'Ecornifleur (Philippe Bérenger)
- 2010 - Crainquebille (Philippe Monnier)
- 2010 - Le Mariage de Chiffon (Jean - Daniel Verhaeghe)
- 2010 - Un gentilhomme (Laurent Heynemann)
- 2010 - Aimé de son concierge (Olivier Schatzky)
- 2010 - On purge bébé (Gérard Jourd'hui)
- 2011 - Le Cas de Madame Luneau (Philippe Bérenger)
- 2011 - Une partie de Campagne (Jean - Daniel Verhaeghe)
- 2011 - Yvette (Olivier Schatzky)
- 2011 - Mon oncle Sosthène (Gérard Jourd'hui)
- 2011 - Boule de suif (Philippe Bérenger)
- 2011 - L'Assassin (Laurent Heynemann)
- 2011 - Le Vieux (Jacques Santamaria)
- 2011 - En famille (Denis Malleval)

### Livres - disques
Aux éditions Gallimard
- 1995 - Leigh Sauerwein et Georg Hallensleben, livre audio, musique de Louis Dunoyer de Segonzac, lecture par Muriel Bloch, Tim & Tom et les instruments de musique (Les vents), (collection Mes premières découvertes de la musique, Gallimard Jeunesse Musique),  (ISBN 2-07-058615-4)
- 2004 - Les Coloriés (Alexandre Jardin)
- 2004 - Coco et le tambour (Paule du Bouchet)
- 2008 - Microfictions (Régis Jauffret)
- 2008 - Exercices de style (Raymond Queneau)
- 2008 - Blanche - Neige et autres contes (J.&W. Grimm)
- 2008 - Six contes de Grimm
- 2009 - Peau d'âne et autres contes (Charles Perrault)
- 2009 - Barbe - Bleue et autres contes (Charles Perrault)
- 2010 - Cendrillon (Charles Perrault)
- 2010 - La Belle au bois dormant (Charles Perrault)
- 2010 - Le Hardi petit tailleur (J.&W. Grimm)
- 2013 - Le Vieil homme et la perle (Florence Noiville)
- 2015 - Dodo, Coco ! (Paule du Bouchet)

Aux éditions Actes - Sud
- 2001 - Ma famille en comptines (Jean-Hugues Malineau)
- 2001 - Comptines de ma grand-mère (recueillies par Jean-Hugues Malineau)
- 2001 - Comptines à croquer à belles dents (Jean-Hugues Malineau)
- 2007 - Mother Goose nursery rhymes (comptines traditionnelles anglaises - traduction : Françoise Morvan)
- 2008 - Le Don (Susie Morgenstern)
- 2011 - La Chemise d'une femme heureuse (Susie Morgenstern)
- 2015 - Mon étoile (Jean-Claude Grumberg)